# Manlio Sgalambro
Manlio Sgalambro (Lentini, 9 de dezembro de 1924 — Catânia, 6 de março de 2014) foi um filósofo e escritor italiano.